# 灯火 (Vaundyの曲)
『灯火』（ともしび）は日本のシンガーソングライター・Vaundyの楽曲。自身1作目のアルバム『strobo』の収録曲で、2020年4月29日に配信限定で先行リリースされた。

## 概要
自身のファーストアルバム『strobo』の4曲目に収録。本楽曲についてVaundyは『不安な日々の中で、少しでも聴いている人の灯火のような存在になれば、と思って書いた楽曲』とコメントしている。
2023年1月5日、NTTドコモが提供する
WEBムービー『手のひらにはいつだって』の楽曲に起用された際、2022年9月9日に行われた『one man live at BUDOKAN "深呼吸”』から本楽曲のライブ映像が公開された。
2025年6月2日、CDTVライブ!ライブ!『Vaundyフェス』にてテレビ初披露された。

## 収録内容
| #  | タイトル | 作詞・作曲 | 編曲   | 時間 |
| -- | -------- | ---------- | ------ | ---- |
| 1. | 「灯火」 | Vaundy     | Vaundy | 2:59 |

## タイアップ
・FODドラマ『東京ラブストーリー』主題歌
・NTTドコモ『「手のひらにはいつだって」Vaundy × docomo青春割 受験応援ムービー』Webムービー
・ダイハツ タフト「自分らしさ」篇CMソング